# 末日屍殺
《屍速狂殺》（英語：Wyrmwood，又稱作）是一部2014年澳大利亞動作恐怖片，由凱羅·洛區-透納執導、編劇和剪輯，同時也是透納的導演處女作。電影2014年9月19日在奇幻電影節上首映。《屍速狂殺2：末世戮》於2021年影展首映，2022年澳大利亞上映。

## 劇情
故事敘述彗星撞地球後，全球人口陸續異常病變成喪屍，只有少數人倖存。一名機械技師因為沒有移動到其他地方的本錢，因此只能待在原地與喪屍們共處，而他唯一的妹妹卻被惡棍軍人捉走後給人當白老鼠研究，使得他必須和其他生還者們結盟，在這危險的環境下冒險和生存。

## 演員
- Jay Gallagher 飾 Barry
- Bianca Bradey 飾 Brooke
- Leon Burchill 飾 Benny
- Luke McKenzie 飾 The Captain
- Yure Covich 飾 Chalker
- 凱薩琳·泰拉奇尼 飾 Annie
- Keith Agius 飾 Frank
- Meganne West 飾 Meganne
- Berryn Schwerdt 飾 The Doctor
- Cain Thompson 飾 McGaughlin
- Beth Aubrey 飾 Charlotte
- Sheridan Harbridge 飾 Sherri
- Damian Dyke 飾 Thompson

## 發行
電影於2014年9月19日在奇幻電影節上全球首映。2015年2月12日在澳大利亞和美國的限定戲院上映。在澳大利亞的74個大銀幕起初只有上映一個晚上，但因反應熱烈，而將戲院加開至全國範圍。IFC Midnight於2015年2月13日將電影以隨選視訊（VOD）發行。

## 外部連結
- 互联网电影数据库（IMDb）上《末日屍殺》的资料（英文）
- YouTube上的Wyrmwood Official Trailer
- IndieGoGo campaign （页面存档备份，存于） (now ended)